# Crows (Manga)
Crows  (jap. クローズ, Kurōzu) ist ein Manga des Autors und Zeichners Hiroshi Takahashi, der von 1990 bis 1998 in Japan erschien. Das Werk ist der Kategorie Shōnen zuzuordnen, wurde mehrfach als Film- und Videoreihe adaptiert und in Form weiterer Mangaserien fortgesetzt. Die Verfilmung Crows Zero von 2007 wurde wiederum in Form zweier Mangas und Filme adaptiert. Auch die Serie Worst entstand als Ableger von Crows.

## Inhalt
Der junge Schüler Bōya Harumichi (坊屋 春道) hat sich an der Suzuran-Oberschule (鈴蘭高校, Suzuran Kōkō) angemeldet, an der es viele schwer erziehbare Jungen gibt. Der starke Kämpfer muss sich dort zunächst durchkämpfen, findet dann aber viele Freunde. Zusammen mit seinen Freunden aus der Suzuran-Oberschule bekämpft er Schüler einer anderen Schule, der Hōsen-Schule (鳳仙学園, Hōsen Gakuen). In dieser Schule sind viele der Schüler Skinhead oder Mitglieder der Moped-Gang Busō Sensen (武装戦線).

## Veröffentlichung
Crows erschien in Japan zwischen 1990 und 1998 monatlich in Einzelkapiteln im Monatsmagazin Shonen Champion des Verlags Akita Shoten. Der Titel das Manga bezieht sich auf den Raben, denn der Autor vergleicht einen missratenen Jungen mit diesem Vogel. Die einzelnen Kapitel wurden in bisher 26 Sammelbänden zusammengefasst. Eine spanische Übersetzung erschien bei ECC Ediciones, außerdem wurde der Manga ins Italienische übersetzt.
1998 erschien als erste Fortsetzung der Band Zoku Crows Gaiden. 2001 wurde als Fortsetzung der Serie Sono Go no Crows (その後のクローズ) veröffentlicht. Als Ableger davon entstand ab 2002 die Serie Worst. Ab Mai 2014 erschien im Magazin Monthly Shōnen Champion die Miniserie Crows Gaiden: Katagiri Ken Monogatari (クローズ外伝 片桐拳物語) bei Akita Shoten. Sie erschien auch in einem Sammelband. Seit 2012 erscheint im Young Champion des gleichen Verlags die Serie Kuzu!! - Another Crows: Kuzugami Tatsuo (クズ！！～アナザークローズ九頭神竜男～) von Dai Suzuki – ein Spin-off von Crows.

## Anime-Adaptionen
Unter dem Titel Kōkō Butō Den Crows erschien 1994 eine Original Video Animation zum Manga. Sie entstand unter der Regie von Masamune Ochiai bei Studio Knack. Die Drehbücher schrieben Shoji Kawai und Shunsuke Nakamura. Das Charakterdesign stammt von Koichi Kagawa und die künstlerische Leitung lag bei Hitoshi Nagao. Die verantwortlichen Produzenten waren Hiroshi Iwakawa und Noriko Nishino. KSS veröffentlichte den Anime in zwei Folgen zu je 45 Minuten.

### Synchronisation
| Rolle            | Japanische Stimme |
| ---------------- | ----------------- |
| Harumichi Bōya   | Hidenari Ugaki    |
| Yasuo Yasuda     | Kappei Yamaguchi  |
| Megumi Hayashita | Akio Ōtsuka       |
| Makoto Sugihara  | Jūrōta Kosugi     |

### Musik
Die Musik des Animes komponierte Keiichi Gotō. Die Abspanne wurde unterlegt mit den Liedern Totsuzen, Natsu no Arashi no Yōni und Outsider von The Street Beats. Von der Band stammt auch das Lied Bad, das während einer Folge gespielt wird.

## Rezeption
In der Anime Encyclopedia wird der Serie, Manga wie Anime, ein ernsthafter Umgang mit dem Thema der Schulgangs zugeschrieben – im Gegensatz zu eher humorvollen Serien gleichen Themas wie Be-Bop-Highschool. Dabei, so die Kritik, hätte ein bisschen Humor auch dieser Serie gut getan. Außerdem greife die Serie von den Samurai bekannte Ehrenkodizes auf und übertrage sie in die moderne Schulwelt.